# إينفيريل
إينفيريل هي بلدة، في أستراليا، تقع في نيوساوث ويلز، هي عاصمة Inverell Shire ‏، بلغ عدد سكانها 11,660  نسمة وذلك حسب إحصائيات سنة 2016، رمزها البريدي هو 2360.

## المناخ
يظهر الجدول التالي التغييرات المناخية على مدار السنة لإينفيريل:
| البيانات المناخية لـإينفيريل      | البيانات المناخية لـإينفيريل | البيانات المناخية لـإينفيريل | البيانات المناخية لـإينفيريل | البيانات المناخية لـإينفيريل | البيانات المناخية لـإينفيريل | البيانات المناخية لـإينفيريل | البيانات المناخية لـإينفيريل | البيانات المناخية لـإينفيريل | البيانات المناخية لـإينفيريل | البيانات المناخية لـإينفيريل | البيانات المناخية لـإينفيريل | البيانات المناخية لـإينفيريل | البيانات المناخية لـإينفيريل |
| الشهر                             | يناير                        | فبراير                       | مارس                         | أبريل                        | مايو                         | يونيو                        | يوليو                        | أغسطس                        | سبتمبر                       | أكتوبر                       | نوفمبر                       | ديسمبر                       | المعدل السنوي                |
| --------------------------------- | ---------------------------- | ---------------------------- | ---------------------------- | ---------------------------- | ---------------------------- | ---------------------------- | ---------------------------- | ---------------------------- | ---------------------------- | ---------------------------- | ---------------------------- | ---------------------------- | ---------------------------- |
| الدرجة القصوى °م (°ف)             | 41.1 (106.0)                 | 41.3 (106.3)                 | 35.7 (96.3)                  | 32.1 (89.8)                  | 27.4 (81.3)                  | 25.6 (78.1)                  | 23.0 (73.4)                  | 31.9 (89.4)                  | 32.1 (89.8)                  | 36.2 (97.2)                  | 38.6 (101.5)                 | 38.7 (101.7)                 | 41.3 (106.3)                 |
| متوسط درجة الحرارة الكبرى °م (°ف) | 29.7 (85.5)                  | 28.9 (84.0)                  | 27.1 (80.8)                  | 23.6 (74.5)                  | 19.3 (66.7)                  | 15.8 (60.4)                  | 15.2 (59.4)                  | 16.7 (62.1)                  | 20.0 (68.0)                  | 23.2 (73.8)                  | 26.0 (78.8)                  | 28.4 (83.1)                  | 22.8 (73.1)                  |
| متوسط درجة الحرارة الصغرى °م (°ف) | 16.4 (61.5)                  | 16.3 (61.3)                  | 14.5 (58.1)                  | 11.0 (51.8)                  | 7.5 (45.5)                   | 4.9 (40.8)                   | 3.6 (38.5)                   | 4.4 (39.9)                   | 7.0 (44.6)                   | 10.3 (50.5)                  | 12.8 (55.0)                  | 15.1 (59.2)                  | 10.3 (50.6)                  |
| أدنى درجة حرارة °م (°ف)           | 6.5 (43.7)                   | 6.2 (43.2)                   | 3.4 (38.1)                   | −0.3 (31.5)                  | −3.5 (25.7)                  | −5.5 (22.1)                  | −5.0 (23.0)                  | −4.3 (24.3)                  | −2.0 (28.4)                  | −1.0 (30.2)                  | 2.7 (36.9)                   | 5.7 (42.3)                   | −5.5 (22.1)                  |
| الهطول مم (إنش)                   | 99.1 (3.90)                  | 93.9 (3.70)                  | 69.8 (2.75)                  | 40.2 (1.58)                  | 47.9 (1.89)                  | 45.5 (1.79)                  | 47.9 (1.89)                  | 44.4 (1.75)                  | 48.3 (1.90)                  | 75.8 (2.98)                  | 87.0 (3.43)                  | 98.9 (3.89)                  | 798.7 (31.45)                |
| متوسط أيام هطول الأمطار (≥ 0.2mm) | 9.8                          | 8.4                          | 6.9                          | 5.6                          | 6.0                          | 7.0                          | 7.3                          | 6.6                          | 6.6                          | 9.2                          | 9.3                          | 9.9                          | 92.6                         |
| ساعات سطوع الشمس الشهرية          | 279.0                        | 245.8                        | 260.4                        | 237.0                        | 201.5                        | 180.0                        | 195.3                        | 248.0                        | 258.0                        | 279.0                        | 267.0                        | 279.0                        | 2٬930                        |
| المصدر:                           |                              |                              |                              |                              |                              |                              |                              |                              |                              |                              |                              |                              |                              |

## أعلام
- كين فراي
- رايموند هاميلتون
- سكوت سندرلاند
- باري فيشر
- ديفيد ولز
- هاينريش هوسلر
- باربرا فيرنون